# Filips van Lathem

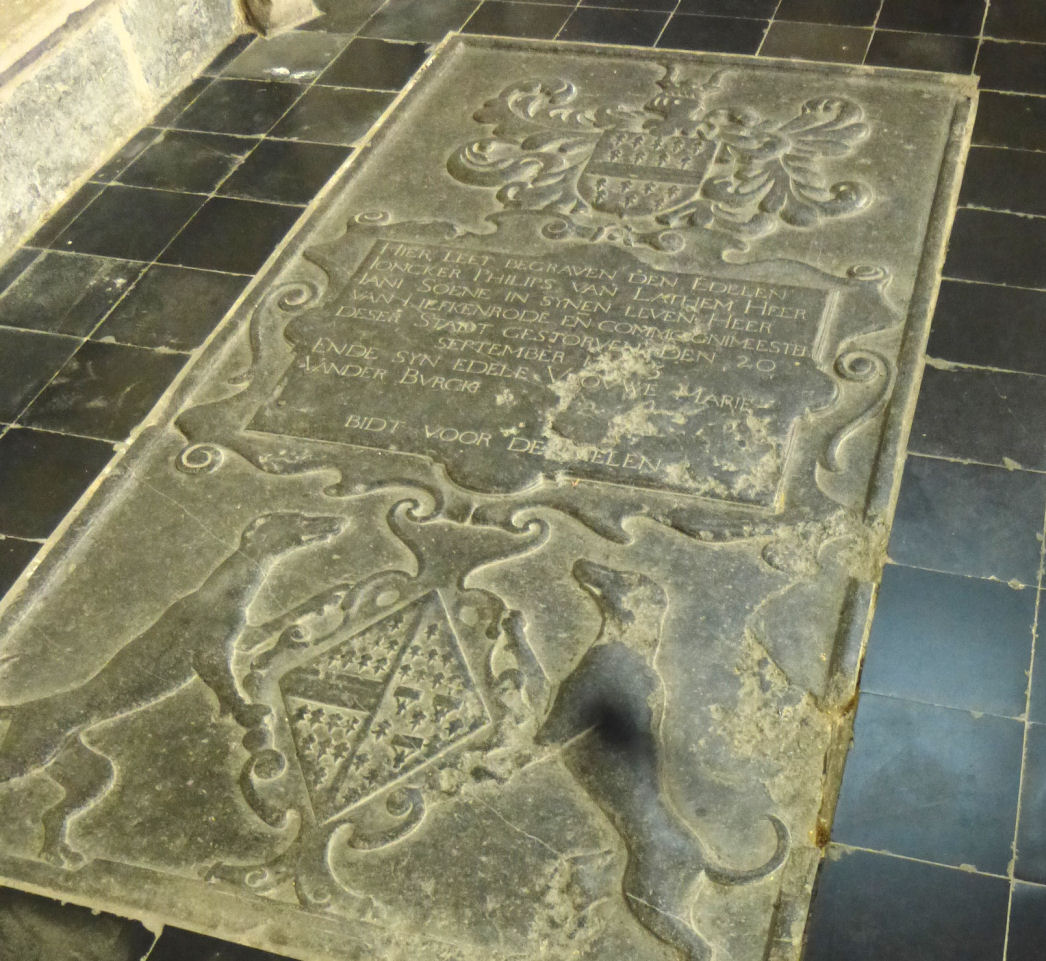
Grafsteen van Filips in de Onze-Lieve-Vrouw-over-de-Dijlekerk

Filips van Lathem (Mechelen, 20 september 1623), Heer van Liefkenrode was een Mechels schepen, hij werd burgemeester van Mechelen in 1619.
Hij werd geboren in een voornaam edel geslacht als zoon van ridder Jan van Lathem, heer van Liefkenrode en Magdalena de Haynin, wiens grafsteen in het Stadhuis bewaard wordt. Diens zuster Joanna van Laethem was abdis van Roosendaal.
In 1610 werd hij benoemd tot stedelijk magistraat en in 1619 burgemeester van Mechelen in opvolging van Cosmas van Prant. Hij is begraven onder een monumentale deksteen met wapenschild, samen met zijn tweede echtgenote Marie vander Burcht in de Onze-Lieve-Vrouw-over-de-Dijlekerk te Mechelen. Hij werd als burgemeester opgevolgd door Adolf van den Heetvelde.